# Penningmultiplikator
Penningmultiplikatorn, eller kreditmultiplikatorn, anger förhållandet mellan penningmängden och den monetära basen. Den bestäms av hur mycket kontanter allmänheten vill hålla och hur stora reserver bankerna vill hålla.